# Стиродур
Као и стиропор, и стиродур се употребљава у најразличитије намене, као амбалажу, у свакодневном животу и, наравно, у градитељству. У градитељству су оба позната као добри материјали за топлотну изолацију, јер имају јединствену трајност. Стиродур се зове и »екструдирани полистирен« или краће XPS.

## Процес прављења стиродура
Стиродур настаје процесом полимеризације, екструдирањем стирена, без додавања плина. У процесу стирену додају разне додатке, који се дозирају у посебну прешу и растале на високој температури. Тако настане ланац полистирена, изнимно тврдог и постојаног полимера. И стиродур се може обликовати у различите производе.

## Употреба стиродура
Стиродур поред звучне изолације користи се и за топлотну изолацију. Широку примену има како у спољној изолацији стамбених објеката тако и у унутрашњој изолацији. Једно од најпопуларнијих видова изолационог материјала. Популарност је стекао из разлога што после постављања лако се наноси равнајући слој било то да је фасада или глет маса.